# آدم لانغر
آدم لانغر (بالإنجليزية: Adam Langer)‏ (1967، شيكاغو في الولايات المتحدة)؛ كاتب مسرحي، كاتب، صحفي وروائي أمريكي.